# Rúdnia (Smolensk)
|  | Per a altres significats, vegeu «Rúdnia». |

Rúdnia - Рудня (rus) - és una ciutat de l'óblast de Smolensk, a Rússia, que el 2018 tenia 9.484 habitants. La ciutat es troba a la riba del Màlaia Berezina, a 66 km al nord-oest de Smolensk i a 424 km al sud-oest de Moscou.